# Spencer Boldman
Spencer Boldman (ur. 28 lipca 1992 w Dallas) – amerykański aktor. Boldman ma jednego starszego brata i mieszka w Los Angeles. Wychował się w dzielnicy Plano.

## Filmografia
| Telewizja | Telewizja                      | Telewizja      | Telewizja                                      |
| Rok       | Tytuł                          | Rola           | Uwagi                                          |
| --------- | ------------------------------ | -------------- | ---------------------------------------------- |
| 2009      | Jack and Janet Save the Planet | Jack           |                                                |
| 2009      | iCarly                         | Nate           | rola gościnna                                  |
| 2011      | Ja w kapeli                    | Bryce Johnson  | rola drugoplanowa Disney XD Original Series    |
| 2012      | 21 Jump Street                 | French Samuels |                                                |
| 2012      | KARtv                          |                |                                                |
| 2012-     | Szczury laboratoryjne          | Adam Davenport | główna rola Disney XD Original Series          |
| 2013      | Jessie                         | Ted            | rola gościnna Disney Channel Original Series   |
| 2014      | Zaplikowani                    | Jackson Kale   | główna rola Disney Channel Original Movies     |
| 2014      | Anioły i kowbojki: Lato Dakoty | Bryce          |                                                |
| 2015      | Oddział specjalny              | Adam Davenport | gość specjalny odcinek Lab Rats vs. Mighty Med |
| 2016      | Cruise                         |                |                                                |